# Macroscelidea
Los macroscelídeos (Macroscelidea) son un orden de mamíferos placentarios conocidos vulgarmente como musarañas elefantes; comprende 16 especies vivas agrupadas en 4 géneros y una familia actual. Son pequeños animales, con un hocico largo y patas traseras alargadas. Viven en el suelo y se alimentan principalmente de insectos. Todas las especies actuales del orden Macroscelidea habitan en el continente africano, pero su registro fósil también incluye especies norteamericanas y europeas.
Antiguamente se incluían en el orden Insectívora, hoy en desuso, junto a los erizos, musarañas y topos.

## Características

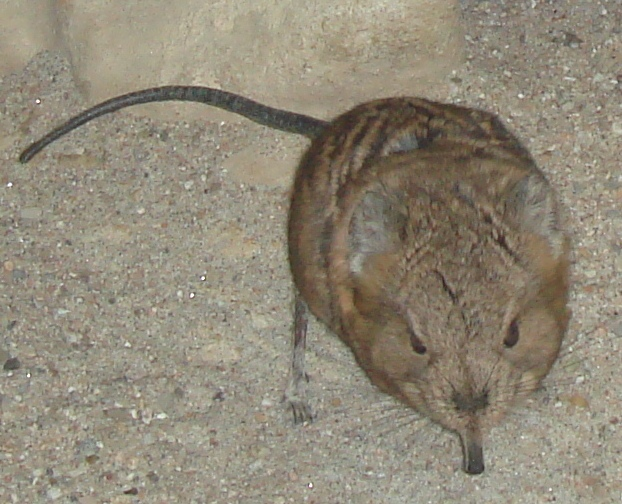
Una musaraña elefante en el zoológico de Fráncfort.

### Anatomía externa
Las musarañas elefante tienen un cierto parecido con las musarañas, pero son de mayor tamaño. Alcanzan una longitud corporal de 10 a 31 centímetros y tienen una cola de 8 a 25 centímetros de largo.
Su peso varía entre los 25 y 280 gramos. Sin embargo, los más grandes rincociones (Rhynchocyon) pueden alcanzar un peso de hasta 700 gramos.
El pelaje en el dorso varía, dependiendo de su hábitat, desde un gris amarillento hasta un café rojizo. Los rincociones y el petrodomo (Petrodromus tetradactylus) tienen, además, rayas y manchas en el pelaje. La superficie ventral es de un color más claro, mayoritariamente blanco o gris claro.
Estos animales tienen ojos grandes y redondos y un hocico móvil muy alargado en forma de una trompa (probóscide).
Tienen las patas largas y delgadas. Las patas traseras son más largas que las delanteras. Los dedos gordos (hallux) y los pulgares son muy pequeños o faltan completamente. Las patas traseras están concebidas para avanzar a saltos. Como muchos otros mamíferos, las musarañas elefantes se paran y caminan apoyándose en los dedos de sus patas (digitígrados).
Poseen una larga cola, casi pelada, que tiene cierto parecido a la cola de una rata. Las musarañas elefante marcan su territorio con las secreciones que producen con las glándulas odoríferas de la parte inferior de la cola, y con otras glándulas situadas en las patas, el pecho y el ano. Las hembras poseen de dos a tres pares de pezones.

### Esqueleto
Las características más importantes para justificar la ubicación de las musarañas elefantes en un orden propio se encuentran, como en la mayoría de los mamíferos, en el esqueleto, sobre todo en los huesos craneales.
Una peculiaridad de la constitución de las extremidades son las largas patas traseras, sobre todo el peroné, la tibia y el metatarso que están alargados. Ambos huesos de la pata están unidos a dos tercios en el segmento distal. Los huesos del antebrazo están unidos en algunas especies y en otras se encuentran muy cerca el uno del otro.
La columna vertebral está compuesta de siete vértebras cervicales, trece vértebras torácicas, siete a ocho vértebras lumbares, tres vértebras sacras y 20 a 28 vértebras caudales.
El cráneo equivale al típico cráneo de mamífero. La bóveda craneal es relativamente grande y ancha.
Algunas de las características más importantes de este grupo es la compleja estructura del peñasco (bulla timpánica) y las grandes cavidades orbitales.
La articulación temporomandibular está ubicada en una posición relativamente alta y en el maxilar inferior se encuentra una acentuada apófisis coronoides mandibular (processus coronoideus).
La fórmula dental de las musarañas elefante es: 0 a 3-1-4-2 / 3-1-4-2 a 3. Esto significa que estos animales poseen de ningún a tres incisivos, un colmillo, cuatro premolares y dos molares en el maxilar superior y  de tres incisivos, un colmillo, cuatro premolares y de 2 o 3 molares en el maxilar inferior. Los premolares son anchos y asumen la función principal al masticar. Los molares siempre faltan en el maxilar superior y en maxilar inferior son más bien chicos o faltan también por completo.
El colmillo superior también es ancho y se parece a los premolares (a excepción del musaraña elefante de trompa dorada).
Las musarañas elefantes pasan por dos etapas de dentición, al igual que la mayoría de los mamíferos; la primera donde les aparece una dentadura de leche y luego la segunda dentición donde les surgen los dientes definitivos.

### Anatomía interna
Las musarañas elefante no poseen de ninguna particularidad específica de los órganos internos. No obstante poseen un apéndice grande, que juega un papel importante en la digestión de alimentos vegetales.
Las hembras tienen un útero bicorne y los testículos del macho se mantienen en la región del riñón y no descienden en un escroto, como es típico en otros mamíferos.

## Distribución y hábitat
Las musarañas elefantes sólo se encuentran en el continente africano, principalmente en África central, oriental y África del sur. Su área de distribución se extiende desde el sur de Sudán y la República democrática del Congo hasta Sudáfrica. Solo una especie, el asarfif, habita en el noroeste del continente, entre Marruecos y Libia.
Estos animales habitan una gran cantidad de hábitats, desde desiertos y terrenos rocosos hasta sabanas y selvas tropicales.

## Comportamiento

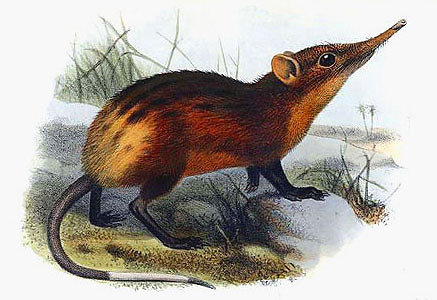
Musaraña elefante de trompa dorada (Rhynchocyon chrysopygus).

Las musarañas elefante viven en el suelo y son mayoritariamente animales diurnos. Sin embargo, cuando las temperaturas son muy altas o el acecho por parte de depredadores es muy fuerte se les ve solo de noche.
Como escondite usan agujeros no muy profundos, grietas en las rocas, troncos huecos, termiteros o nidos de roedores abandonados, ya que son malos excavadores. A excepción de un par de especies del género Elephantulus, que viven en pequeños grupos, todas las murañas elefantes viven en parejas. Varias parejas comparten un territorio y defienden este de cualquier otro intruso.
Al igual que los canguros, utilizan dos tipos de marcha: La lenta, para la que usan las cuatro patas, y la rápida, en la que usan las piernas traseras para dar largos saltos hacia adelante, para huir de depredadores o cuando se sienten amenazados. Construyen caminos a través de la maleza para usarlos como una pista de carreras en caso de emergencia. Este sistema de caminos puede llegar a ser muy complejo y es, normalmente, mantenido por la pareja.
Al correr, estos animales producen un sonido parecido al de un tambor.

## Alimentación
Las musarañas elefante son en su mayoría insectívoros y se alimentan principalmente de hormigas, termitas y escarabajos.
Sobre todo las especies más grandes cazan pequeños vertebrados y se alimentan de moluscos, sobre todo caracoles. A veces también se alimentan de frutas y otros alimentos vegetales.

## Reproducción
Algunas especies de Elephantulus y Macroscelides tienen durante la ovogénesis una poliovulación, esto significa que durante la ovulación varios óvulos abandonan el ovario, y pueden ser fecundados, pero solo dos óvulos se implantan en el útero. Después del parto ocurre una nueva ovulación (estro postparto).
Después de un periodo de gestación de seis a diez semanas, la hembra da a la luz a uno o dos, raramente tres o cuatro, crías. En condiciones climáticas favorables, la hembra es fértil durante todo el año y puede llegar a tener tres a cuatro camadas al año. En lugares más elevados se puede dar una interrupción temporal.
Las crías son relativamente grandes al nacer, cubiertas de pelo y bien desarrolladas. Las musarañas elefantes son una especie precocial y pueden caminar poco después de haber nacido. 
Las madres les dan de mamar a las crías durante un periodo corto de dos a tres semanas, y después de cinco a ocho semanas los jóvenes llegan a la pubertad.
Las expectativas de vida son relativamente cortas, y en libertad raramente alcanzan los tres años. La edad más alta conocida de una musaraña elefante en cautiverio fue de 9 años, un Elephantulus intufi.

## Sistemática y evolución

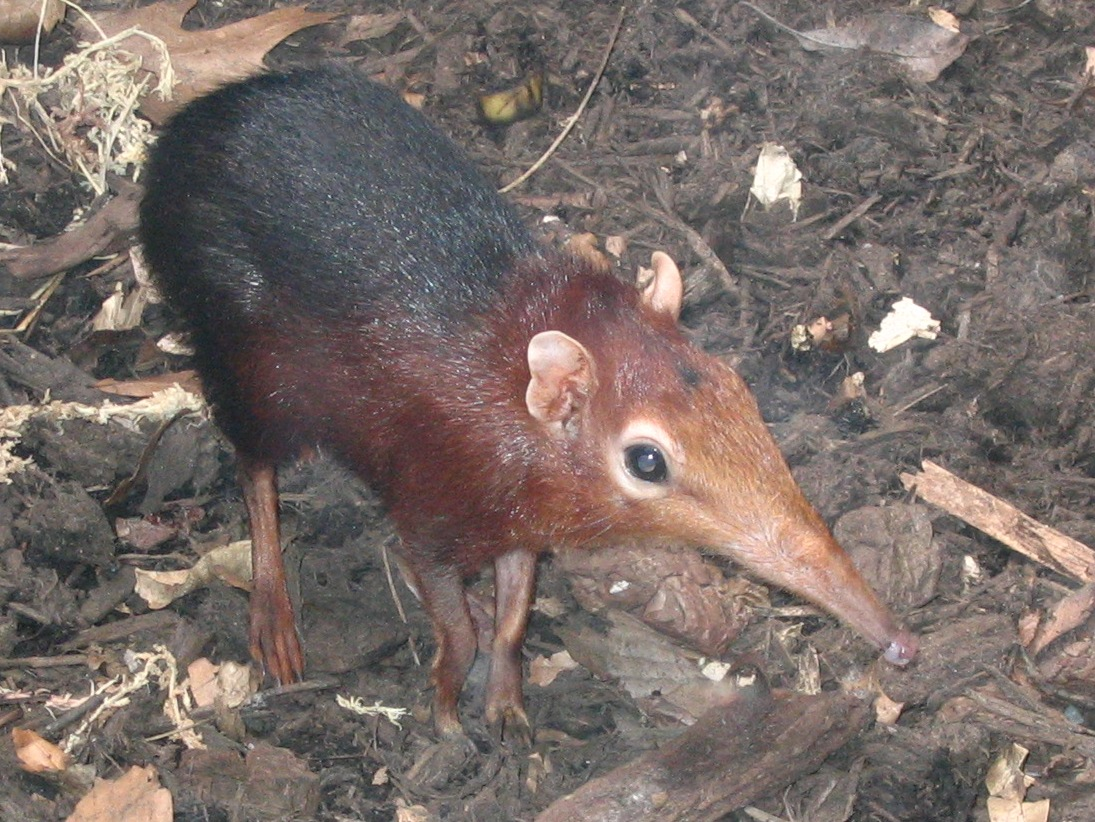
Musaraña elefante de Peters (Rhynchocyon petersi).

### Evolución
Ancestros fósiles de las musarañas elefante han sido solo encontrados en África. Los fósiles más antiguos proceden del Eoceno superior (hace unos 35 millones de años) pertenecientes a los géneros Metoldobotes y Herodotius. 
Del Mioceno, hace 20 millones de años, se conoce la subfamilia Myohyracinae, cuya especial estructura de los dientes molares indica una fuerte tendencia a la alimentación vegetal.

### Sistemática externa
El parentesco de las musarañas elefantes con otros mamíferos ha sido una causa de discusión durante un periodo largo. El grupo de las musarañas elefantes se incluyó inicialmente en el orden Insectivora. También se especuló que fuesen pertenecientes al orden de los lagomorfos. En la actualidad se les considera un orden independiente.
Estudios genéticos han demostrado su pertenencia al superorden de los afroterios, un grupo de mamíferos de apariencias muy variadas, que tiene su origen evolutivo en África, y que incluye especies de apariencia muy distinta a las musarañas elefante, como los manatíes y dugongos, o los propios elefantes. Las musarañas elefantes poseen en su genoma de ciertos retroposones, los llamados afroSINEs, los cuales tienen en común con otros representantes del grupo de los afroterios.
También los más nuevos estudios de la secuencia del ADN demuestran la pertenencia a este grupo.
Entre los expertos se discute un parentesco cercano al cerdo hormiguero y a los afrosoricidas.

### Sistemática interna
El orden Macroscelidea consta actualmente de 19 especies divididas en cuatro géneros y se conocen otros muchos fósiles:
Familia †Adapisoricidae (Paleoceno hasta Eoceno)
Familia †Amphilemuridae (Paleoceno hasta Eoceno)
Familia †Apheliscidae (Paleoceno hasta Eoceno)
Familia †Louisinidae (Paleoceno inferior hasta el Eoceno inferior)
Familia Macroscelididae (Eoceno medio hasta el presente)
- Subfamilia †Herodotiinae
  - †Chambius (Eoceno superior hasta el Eoceno medio de Túnez)
  - †Herodotius (Eoceno superior de Egipto)
  - †Nementchatherium (Eoceno medio hasta el Eoceno superior de Argelia)
- Subfamilia †Metoldobotinae
  - †Metoldobotes (Eoceno superior de Egipto)
- Subfamilia Macroscelidinae
  - †Hiwegicyon (Mioceno superior)
  - †Pronasilio (Mioceno medio)
  - †Palaeothentoides (Plioceno)
  - Elephantulus (Plioceno superior hasta el presente)
    - Elephantulus brachyrhynchus
    - Elephantulus edwardii (musaraña elefante del Cabo)
    - Elephantulus fuscipes
    - Elephantulus fuscus
    - Elephantulus intufi
    - Elephantulus myurus (musaraña elefante de roca)
    - Elephantulus pilicaudus
    - Elephantulus revoili
    - Elephantulus rozeti (asarfif; quizá en un nuevo género Petrosaltator[3])
    - Elephantulus rufescens (musaraña elefante hocicorta)
    - Elephantulus rupestris

  - Macroscelides (Plioceno superior hasta el presente)
    - Macroscelides flavicaudatus
    - Macroscelides micus
    - Macroscelides proboscideus (musaraña elefante de nariz redonda)

  - Petrodromus
    - Petrodromus tetradactylus (musaraña elefante de cuatro dedos)
- Subfamilia †Myohyracinae
  - †Myohyrax (Mioceno superior hasta el Mioceno medio)
  - †Protypotheroides (Mioceno medio)
- Subfamilia Rhynchocyoninae
  - Rhynchocyon (Mioceno superior hasta el presente)
    - Rhynchocyon chrysopygus (musaraña elefante de trompa dorada)
    - Rhynchocyon cirnei (musaraña de trompa estriada)
    - Rhynchocyon stuhlmanni[4]
    - Rhynchocyon petersi (musaraña elefante de Peters)
    - Rhynchocyon udzungwensis
- Subfamilia †Mylomygalinae
  - †Mylomygale (Plioceno superior de Sudáfrica)

Los rincociones (Rhynchocyon) se diferencian del resto de las especies vivas por su mayor estatura y la constitución de los dientes y por esto se les ubica en una propia subfamilia, Rhynchocyoninae. Los otros tres géneros vivos forman parte de la subfamilia Macroscelidinae.
Un posible cladograma de los géneros vivos sería el siguiente:
|  | \| \| Petrosaltator \| \| \| \| \| \| Petrodromus \| \| \| \| |
|  |                                                               |
|  | Macroscelides                                                 |
|  |                                                               |
|  | Petrosaltator                                                 |
|  |                                                               |
|  | Petrodromus                                                   |
|  |                                                               |

|  | Petrosaltator |
|  |               |
|  | Petrodromus   |
|  |               |

|  | \| \| Petrosaltator \| \| \| \| \| \| Petrodromus \| \| \| \| |
|  |                                                               |
|  | Macroscelides                                                 |
|  |                                                               |
|  | Petrosaltator                                                 |
|  |                                                               |
|  | Petrodromus                                                   |
|  |                                                               |

|  | Petrosaltator |
|  |               |
|  | Petrodromus   |
|  |               |

|  | \| \| Petrosaltator \| \| \| \| \| \| Petrodromus \| \| \| \| |
|  |                                                               |
|  | Macroscelides                                                 |
|  |                                                               |
|  | Petrosaltator                                                 |
|  |                                                               |
|  | Petrodromus                                                   |
|  |                                                               |

|  | Petrosaltator |
|  |               |
|  | Petrodromus   |
|  |               |

|  | \| \| Petrosaltator \| \| \| \| \| \| Petrodromus \| \| \| \| |
|  |                                                               |
|  | Macroscelides                                                 |
|  |                                                               |
|  | Petrosaltator                                                 |
|  |                                                               |
|  | Petrodromus                                                   |
|  |                                                               |

|  | Petrosaltator |
|  |               |
|  | Petrodromus   |
|  |               |

## La humanidad y la musaraña elefante

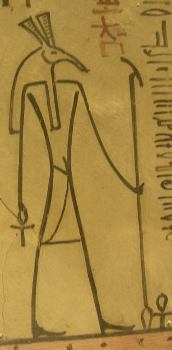
Algunos ven en la cabeza de la deidad Seth la cabeza de un asarfif.

### Historia
Las musarañas elefantes no jugaron un papel importante en la historia de la humanidad. Sin embargo, el asarfif puede haber servido de modelo para la cabeza del dios de la mitología egipcia Seth, lo que indica que esta especie puede haber sido muy común en aquella época.

### Amenazas
La mayoría de las especies de las musarañas elefante no están amenazadas, solo un par han sido clasificadas por la UICN de estar en peligro de extinción.
La destrucción de su hábitat natural es la más grave amenaza para estas especies.
Tres han sido clasificadas de especies en peligro de extinción:
- La musaraña elefante de trompa dorada.
- La musaraña elefante de Peters.
- Elephantulus revoili

Las tres especies se caracterizan por estar sus hábitat ya muy limitados.
La musaraña de trompa estriada ha sido clasificada de vulnerable.

## Galería de imágenes

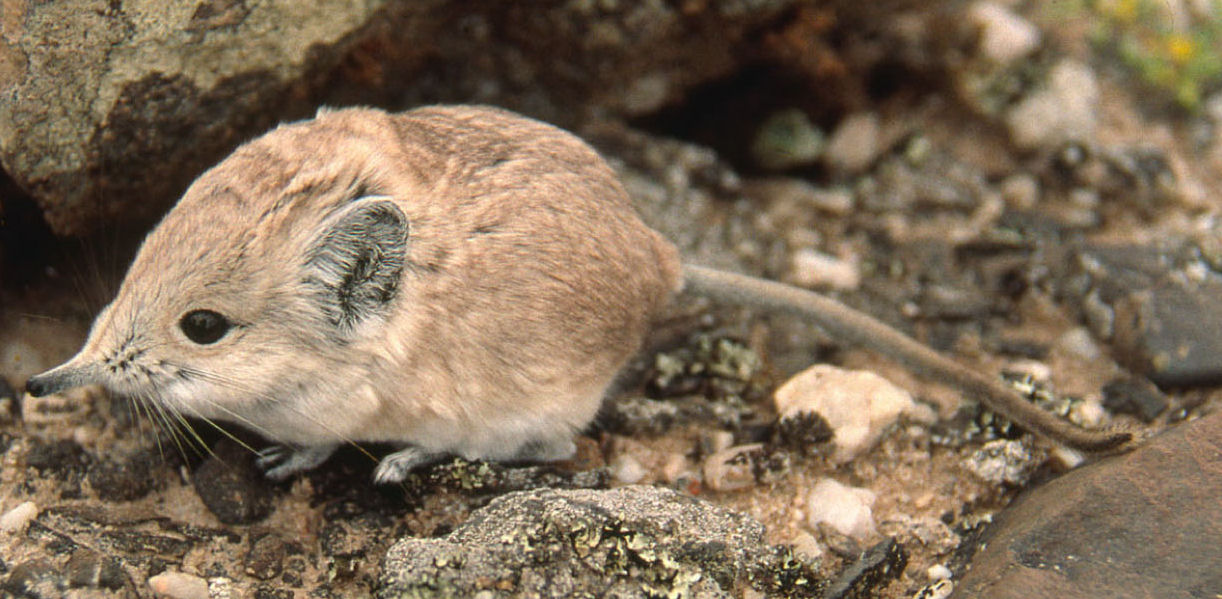
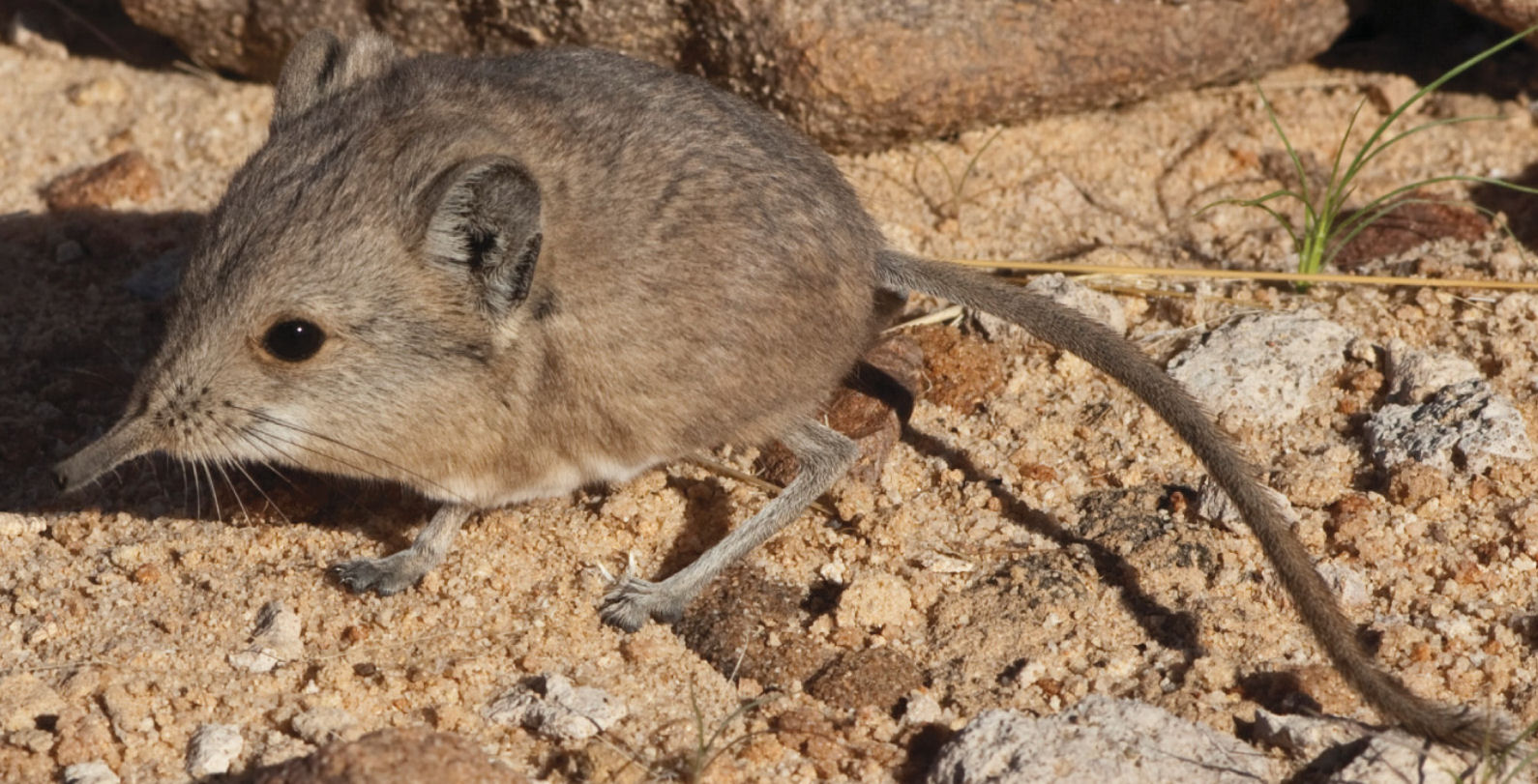
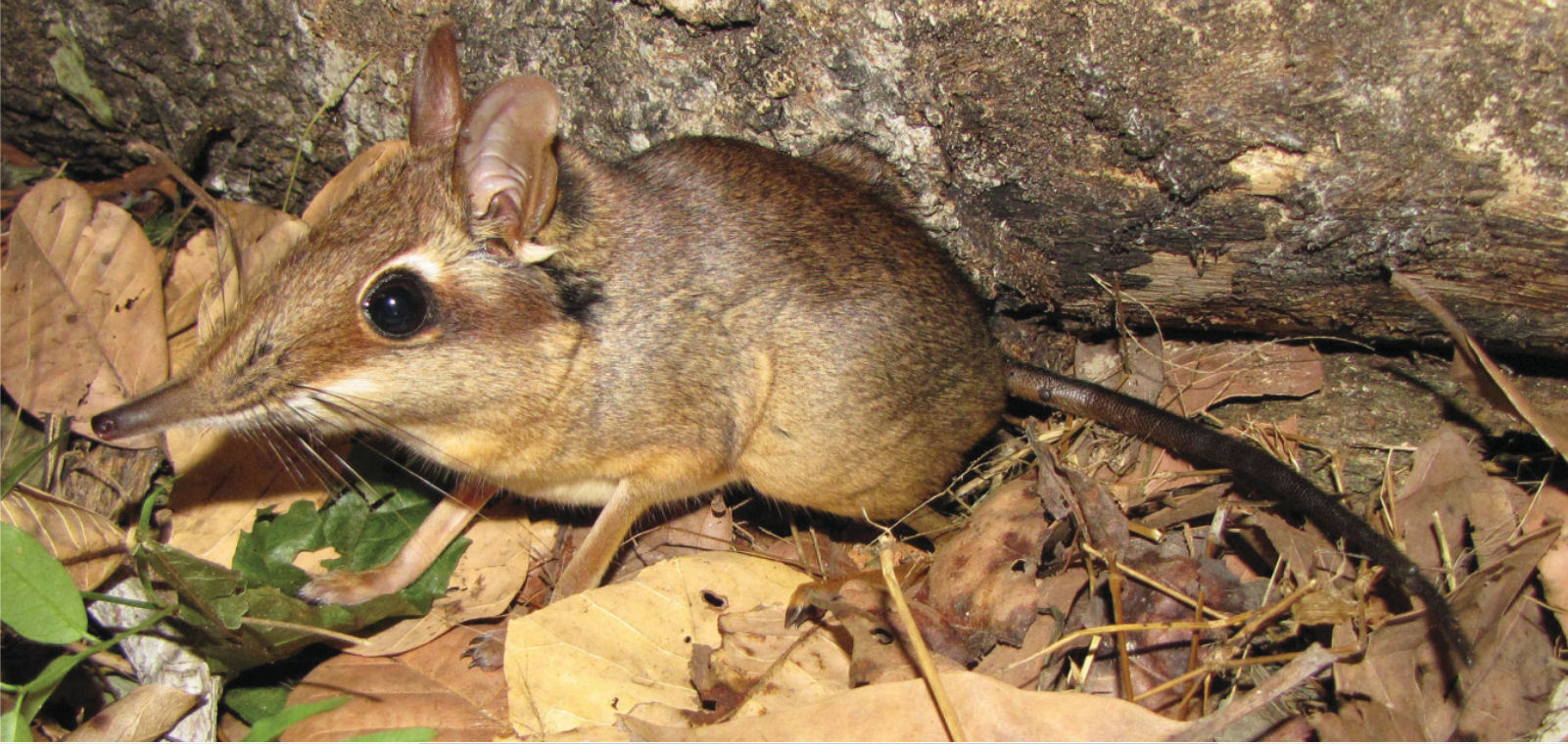
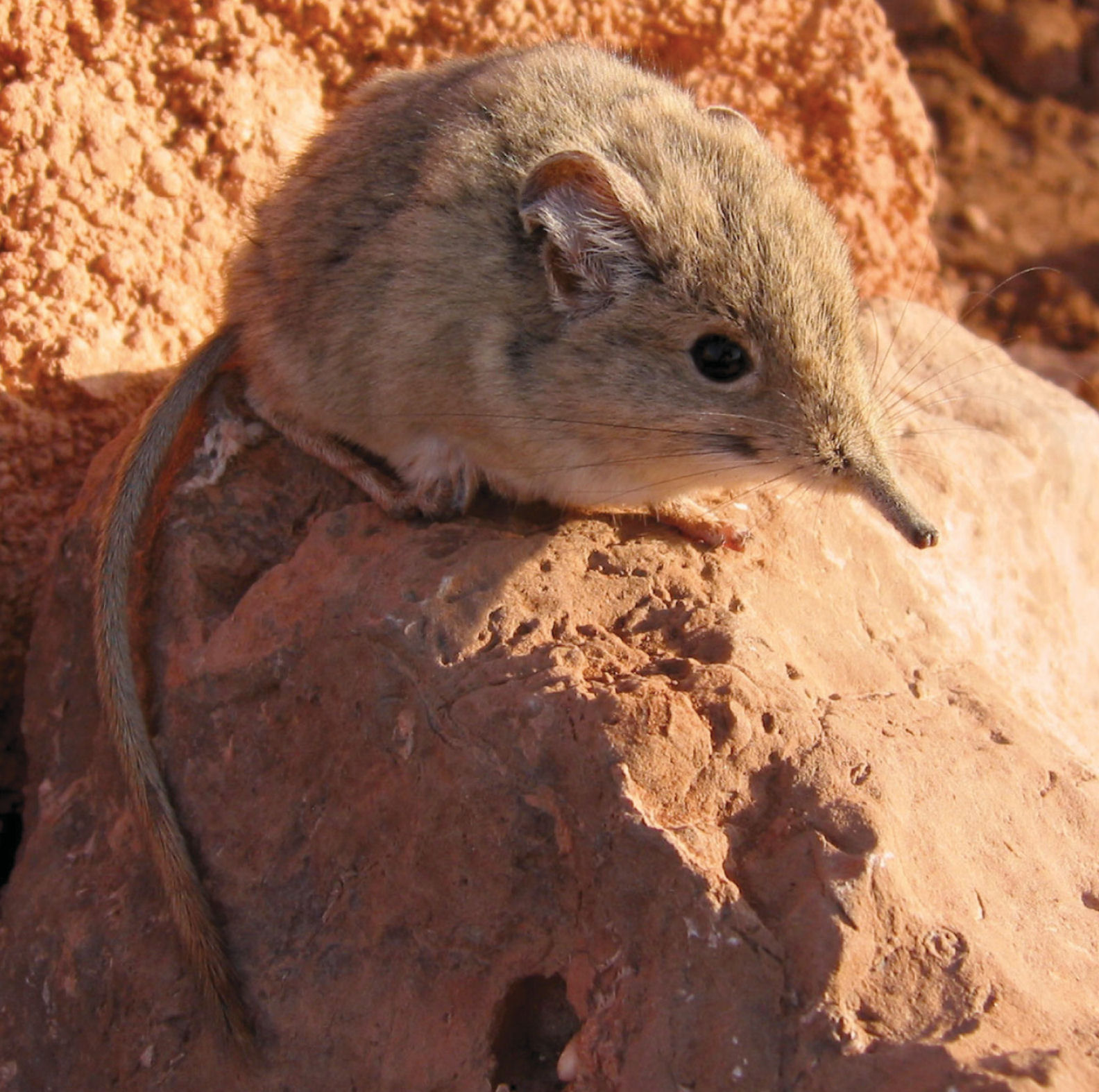
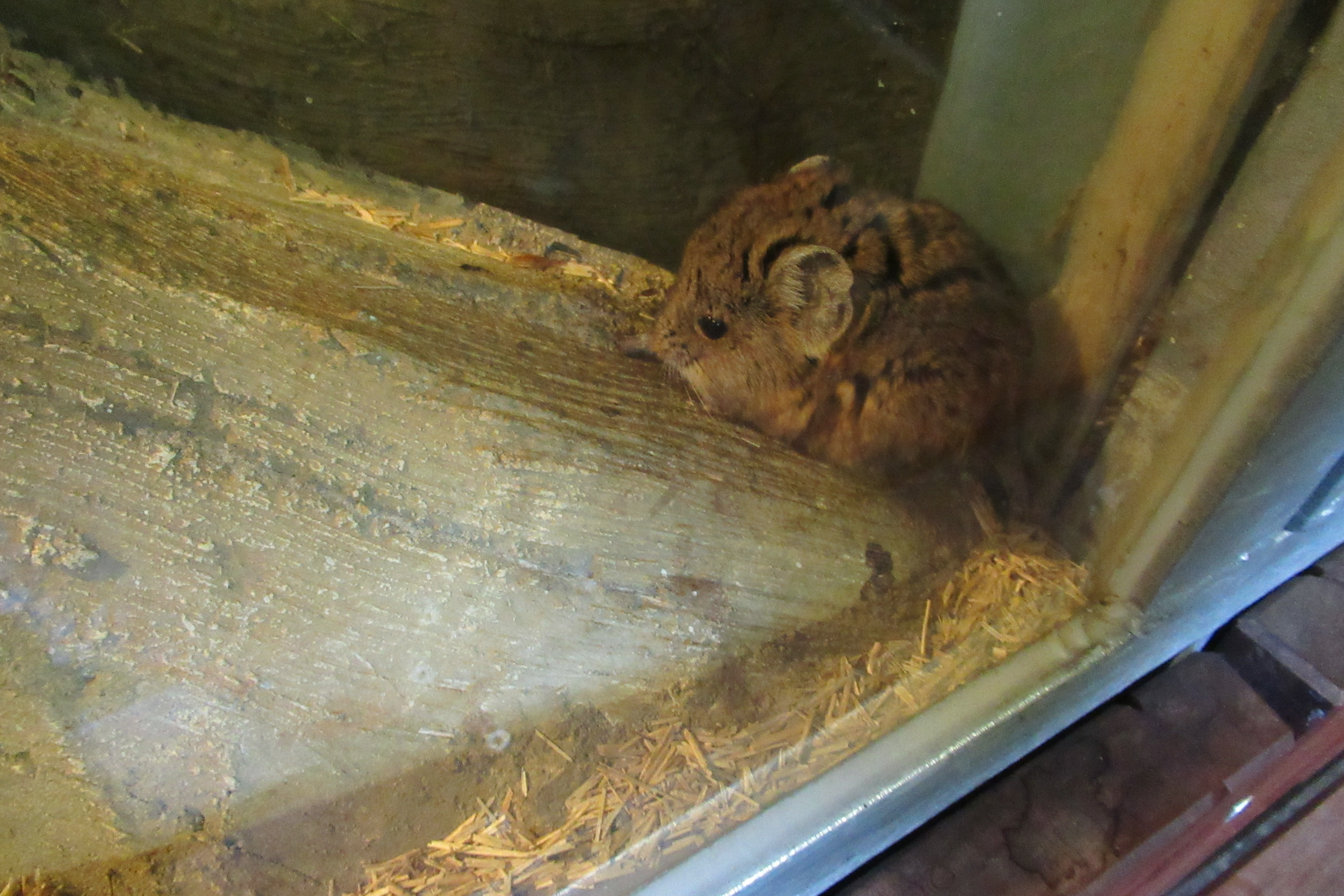
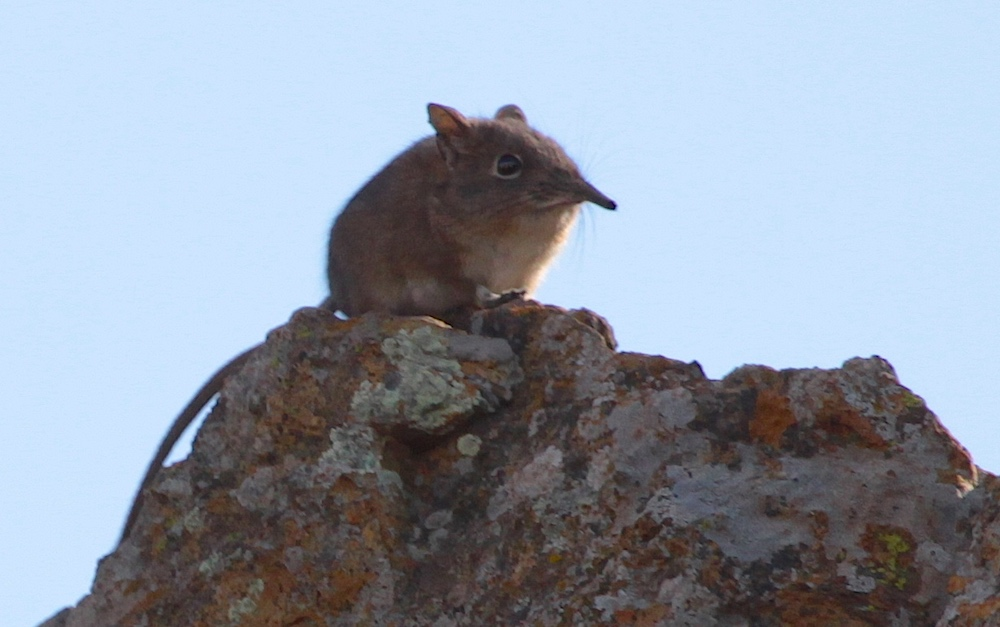
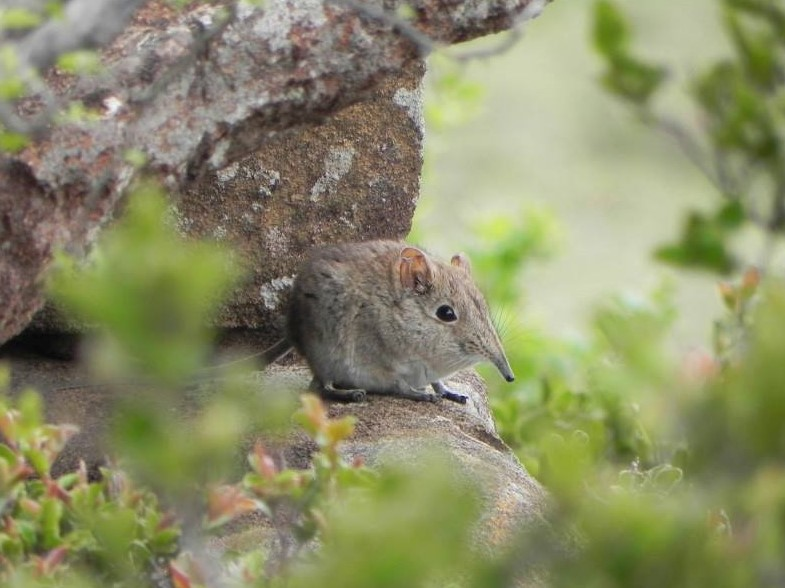
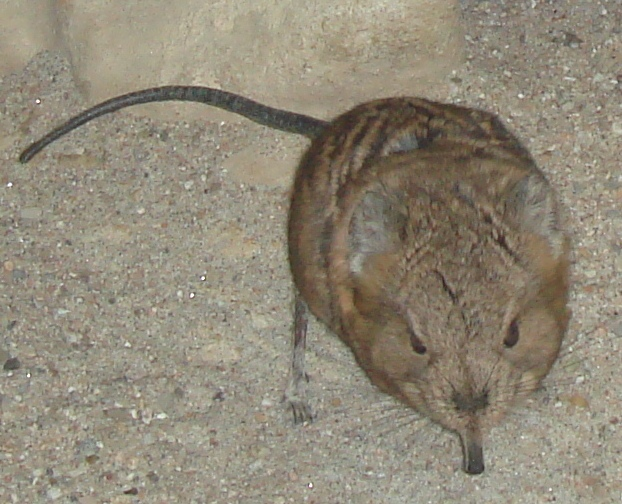
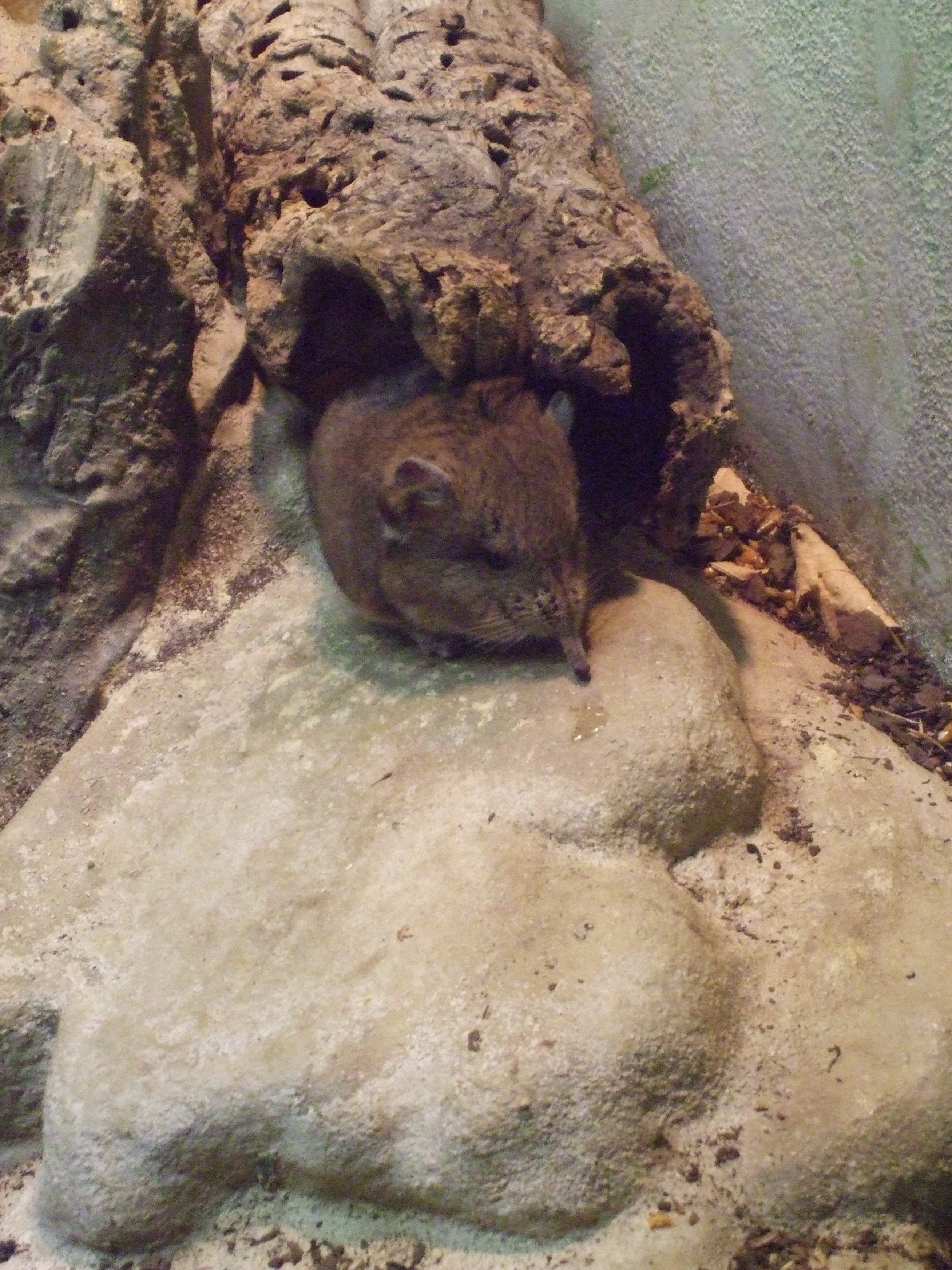
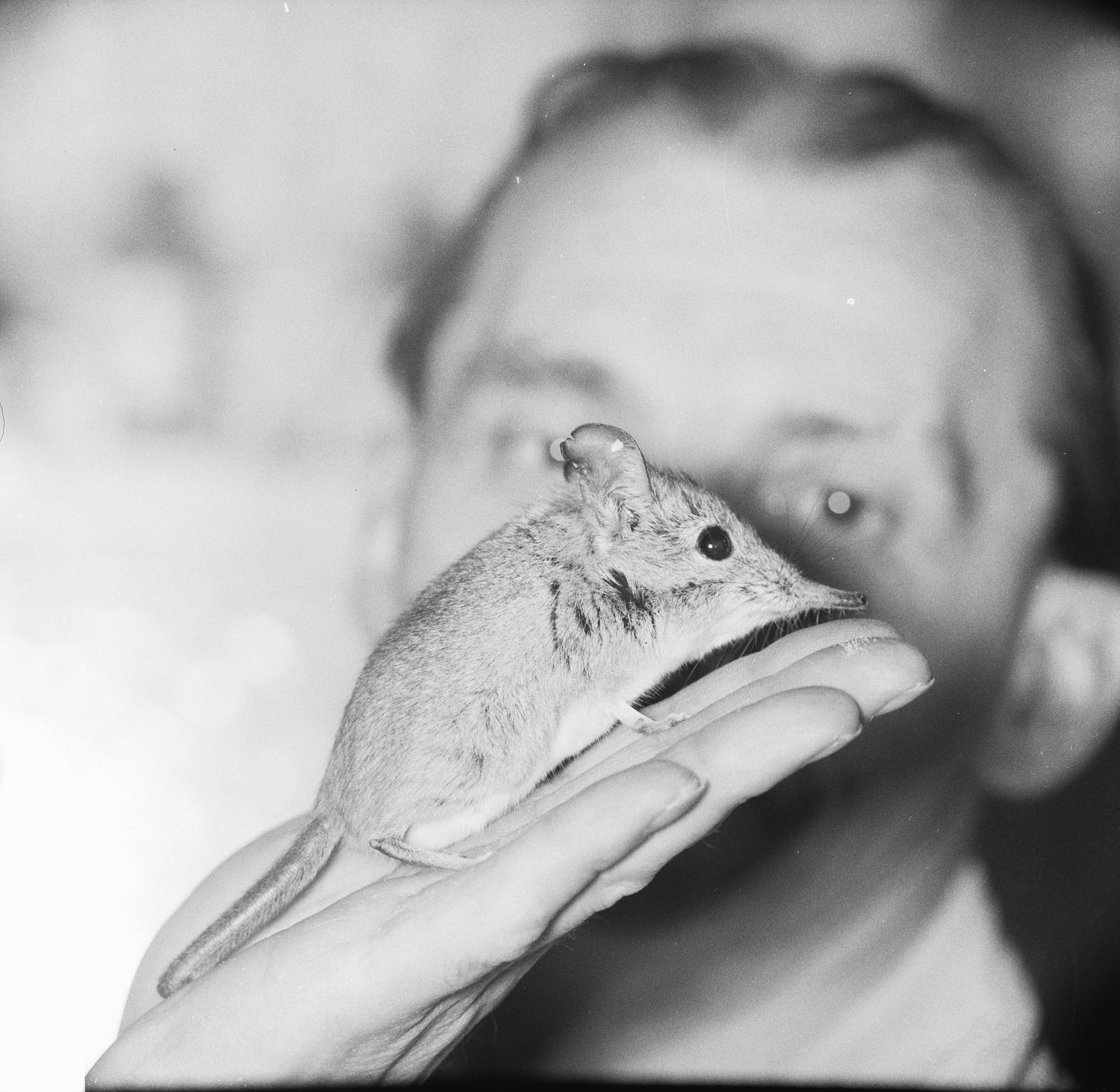
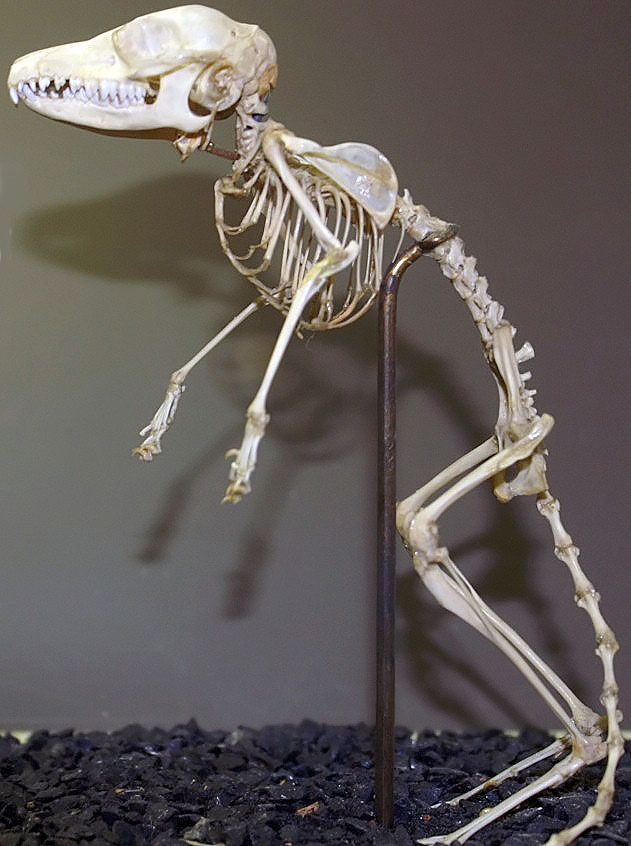
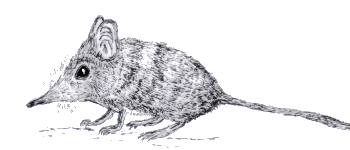
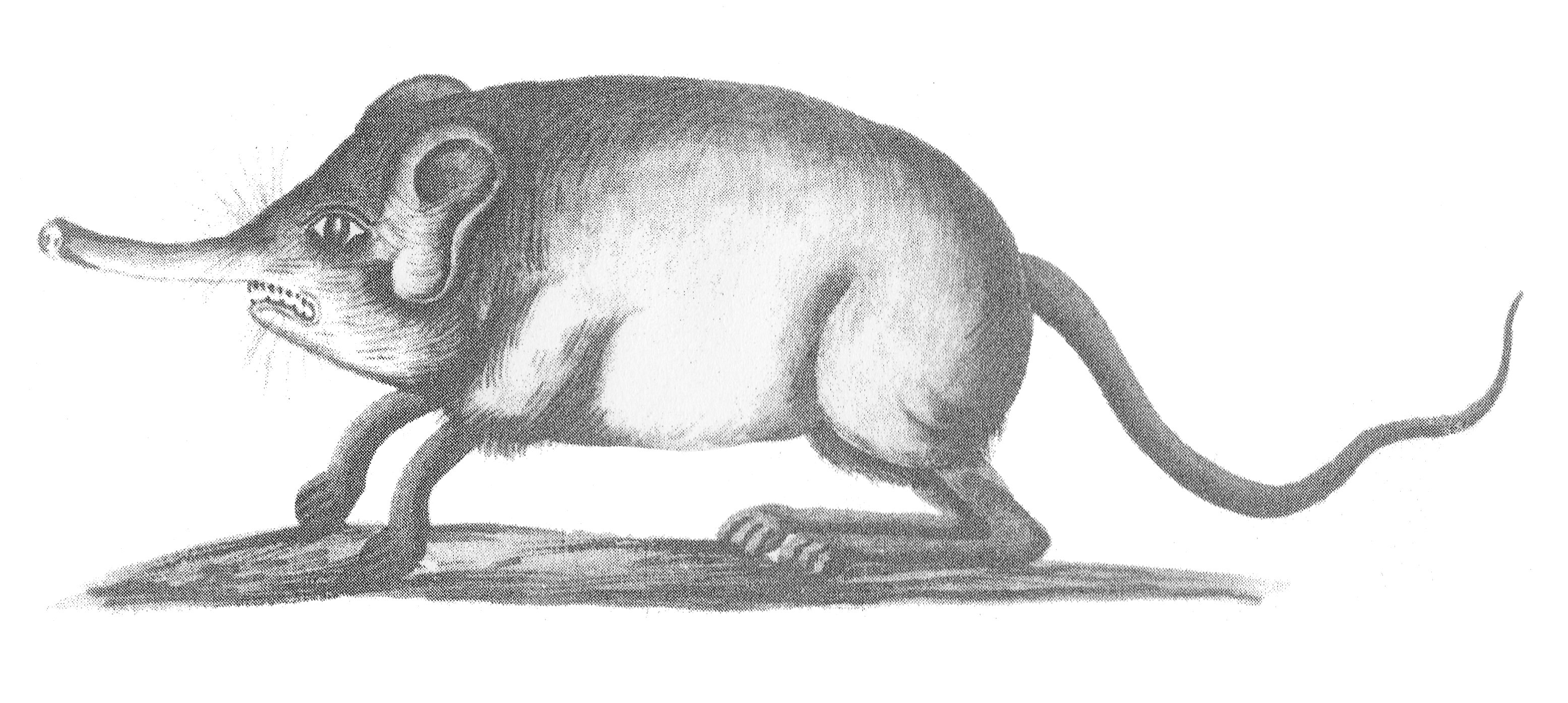
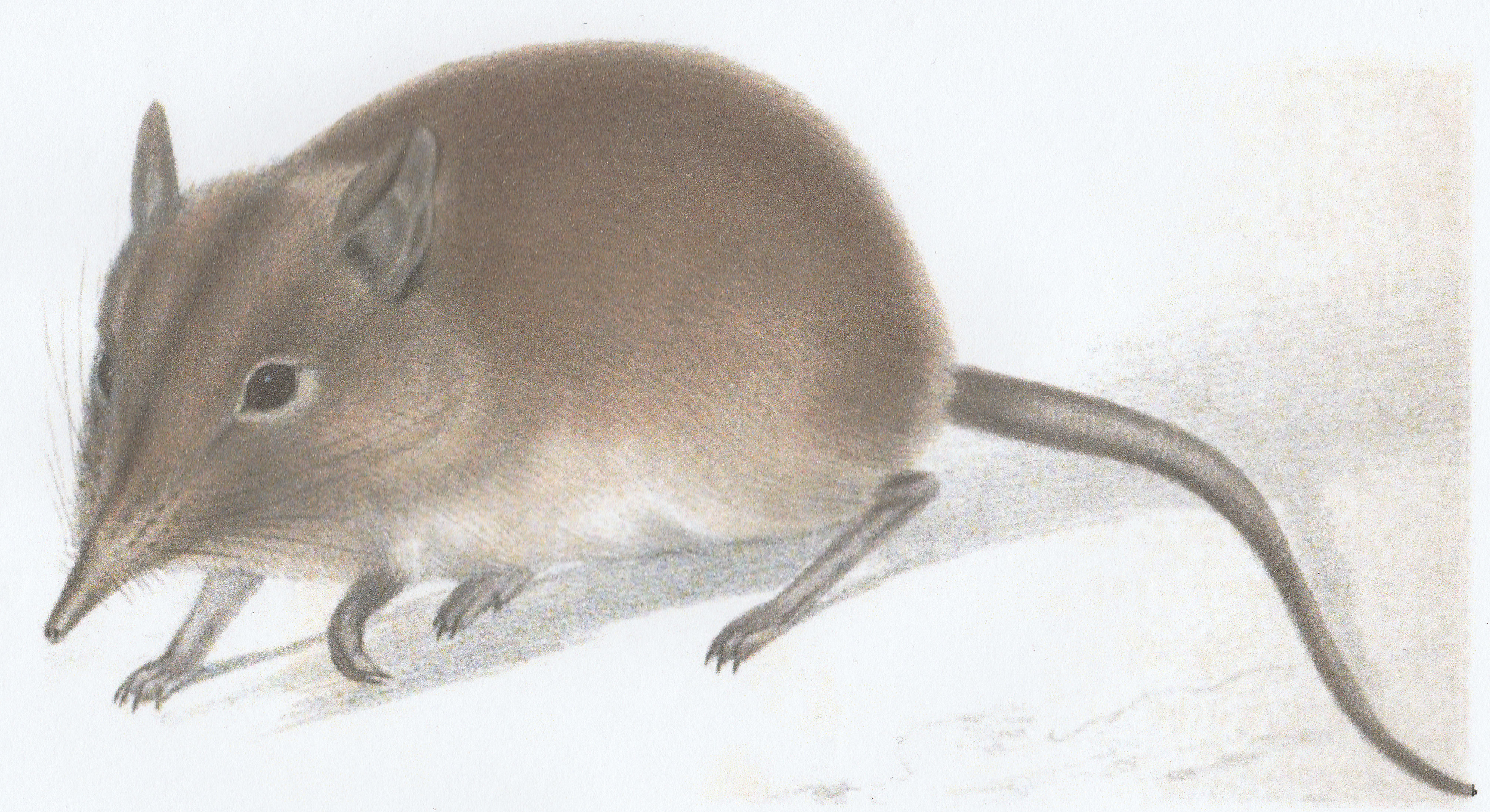
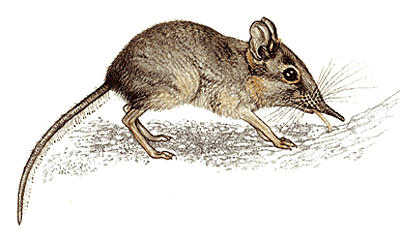
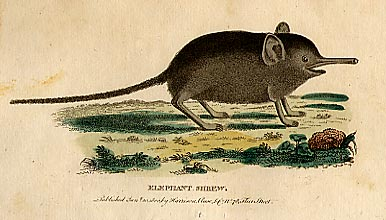
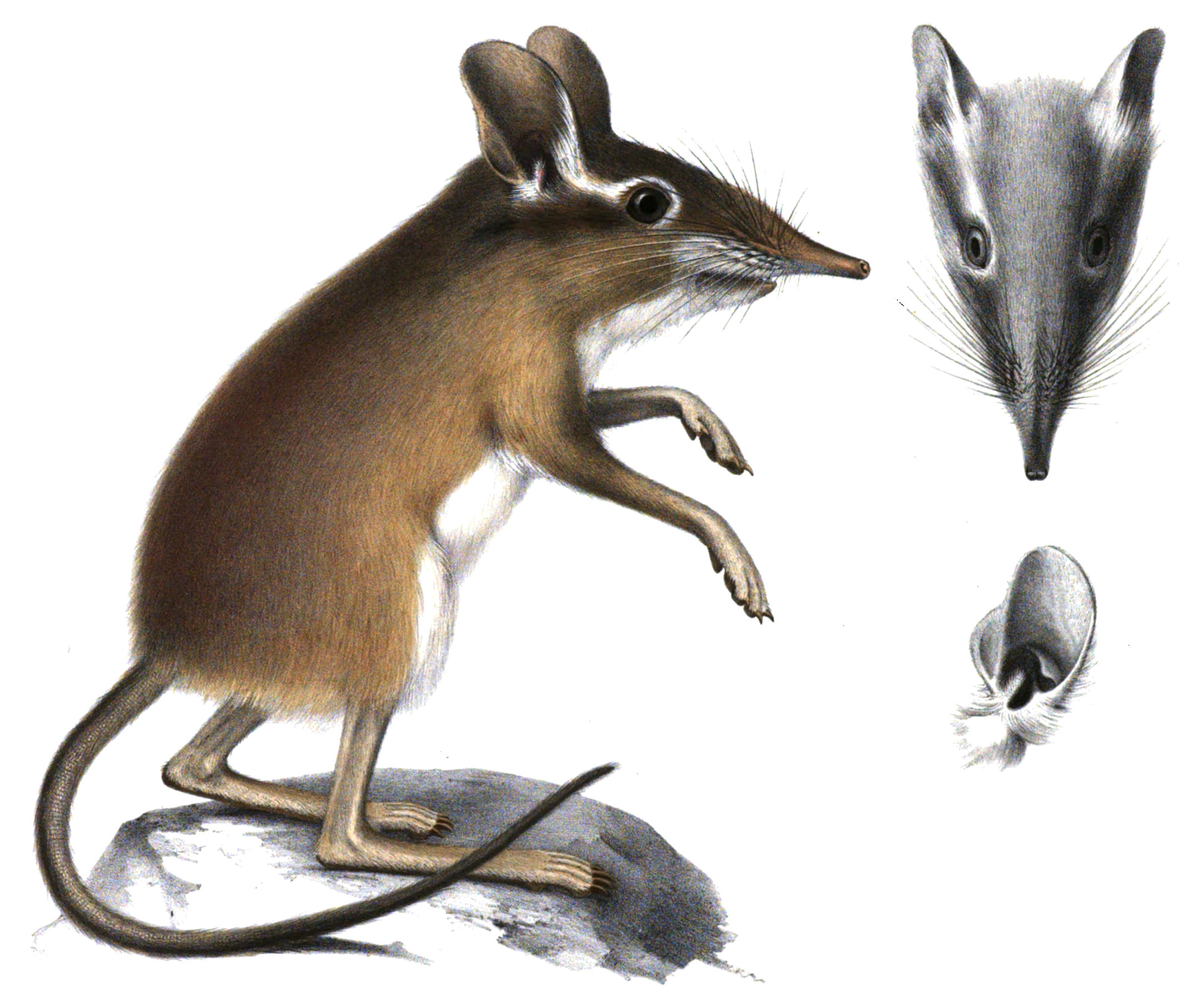
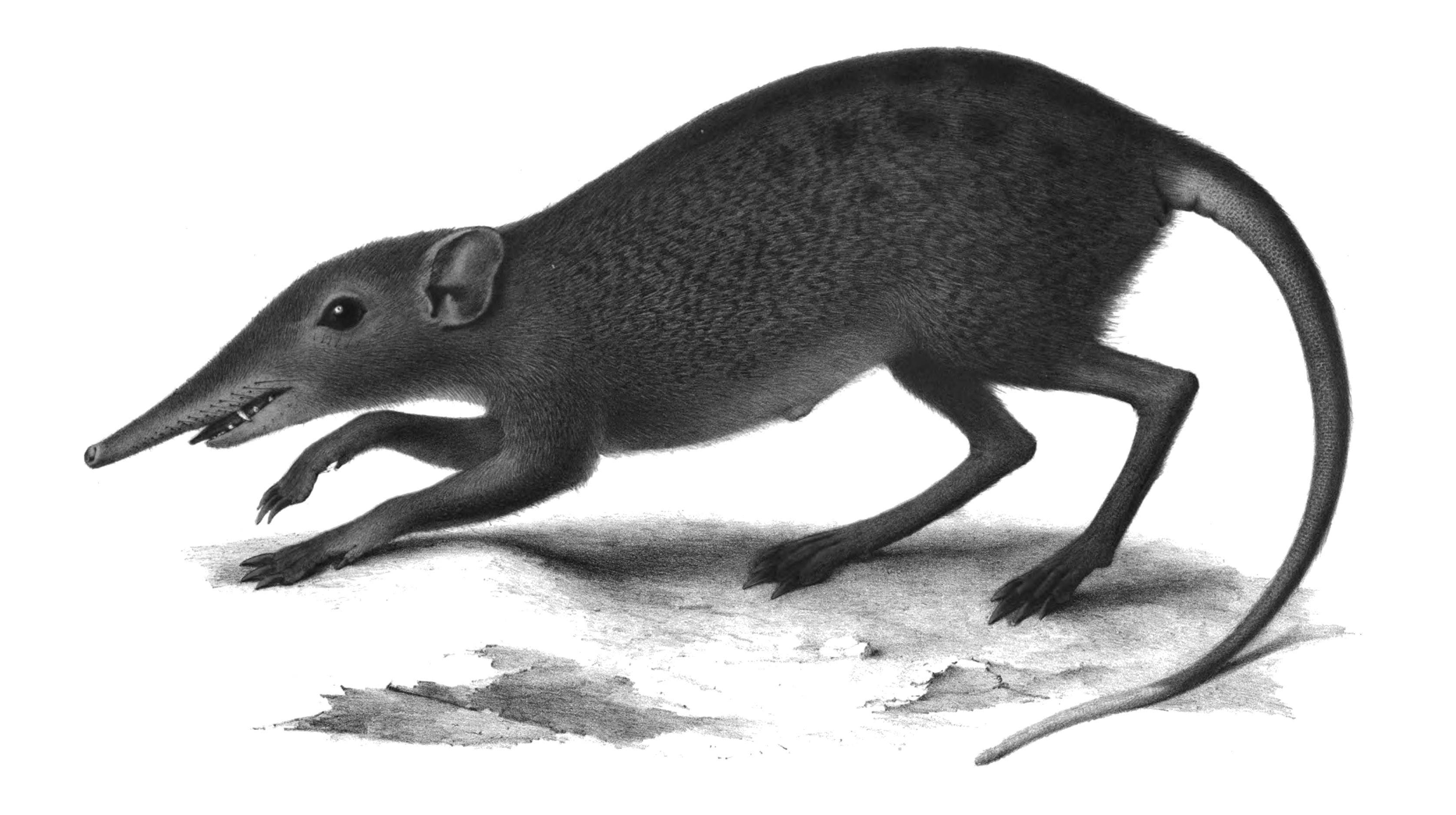
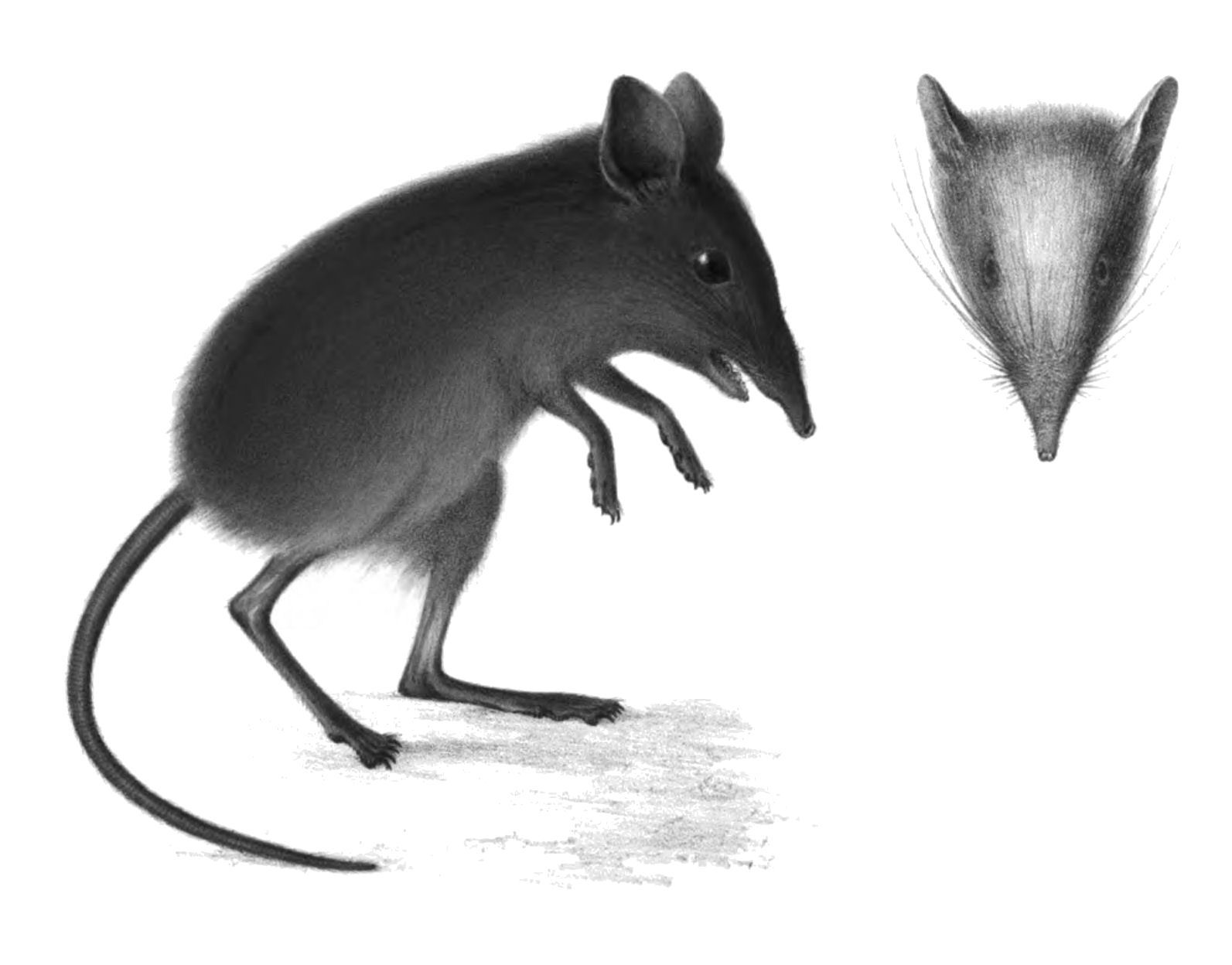
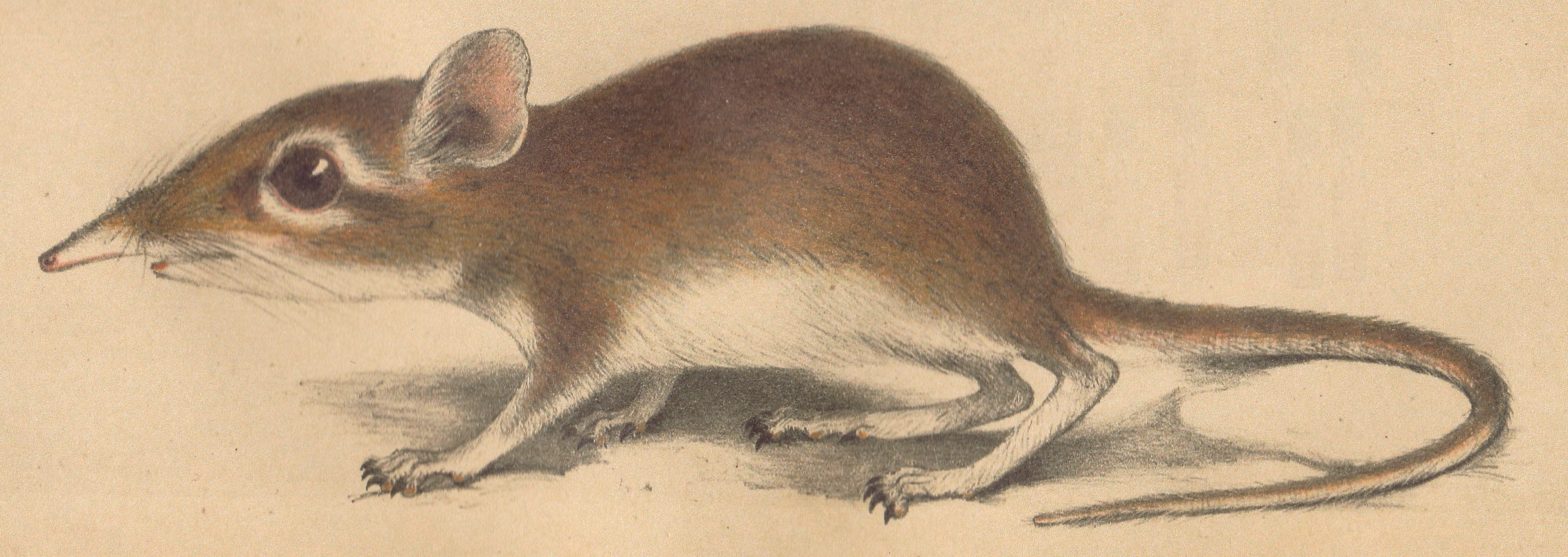
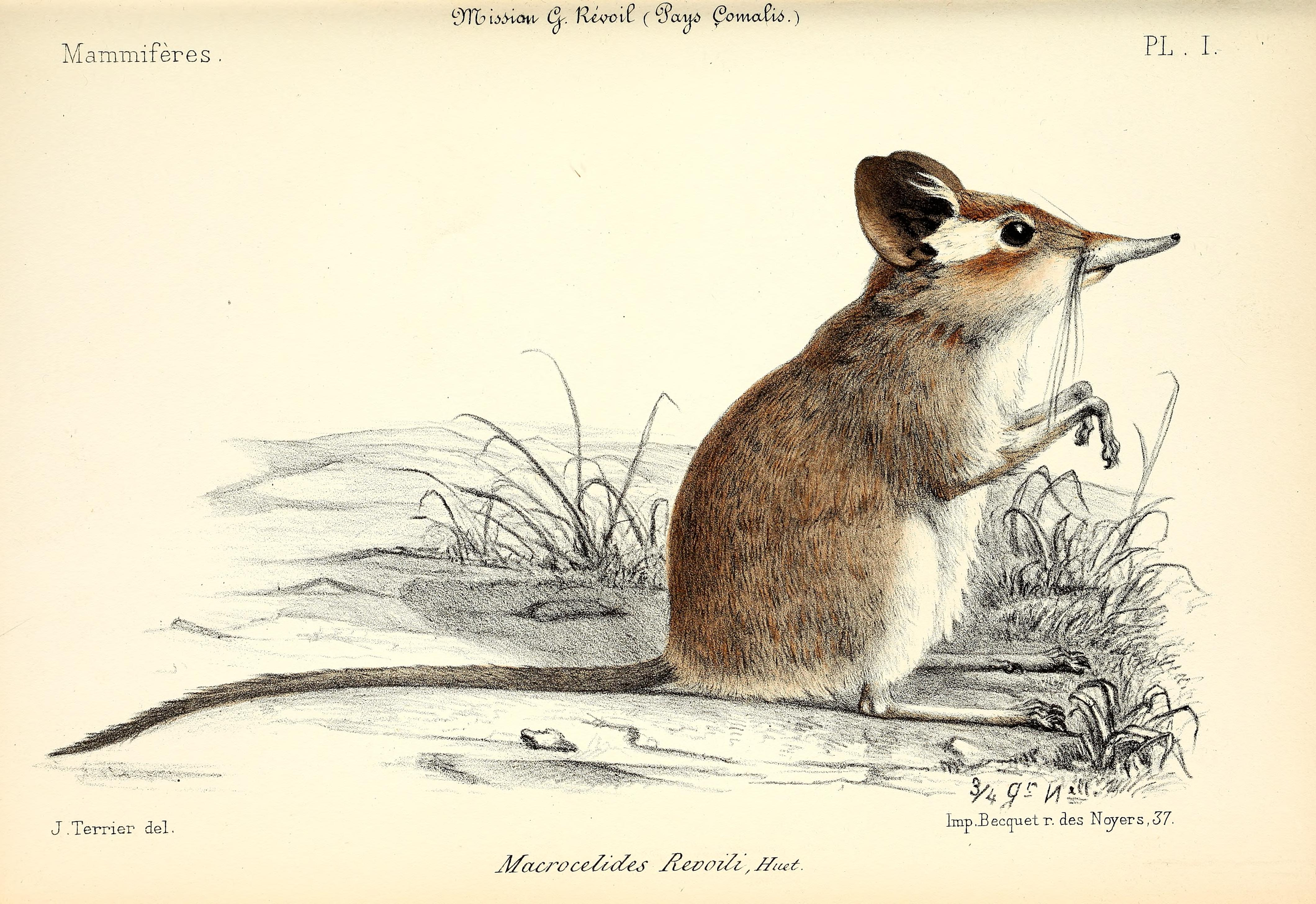
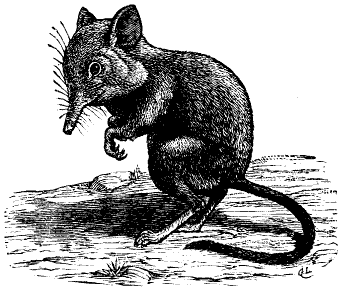
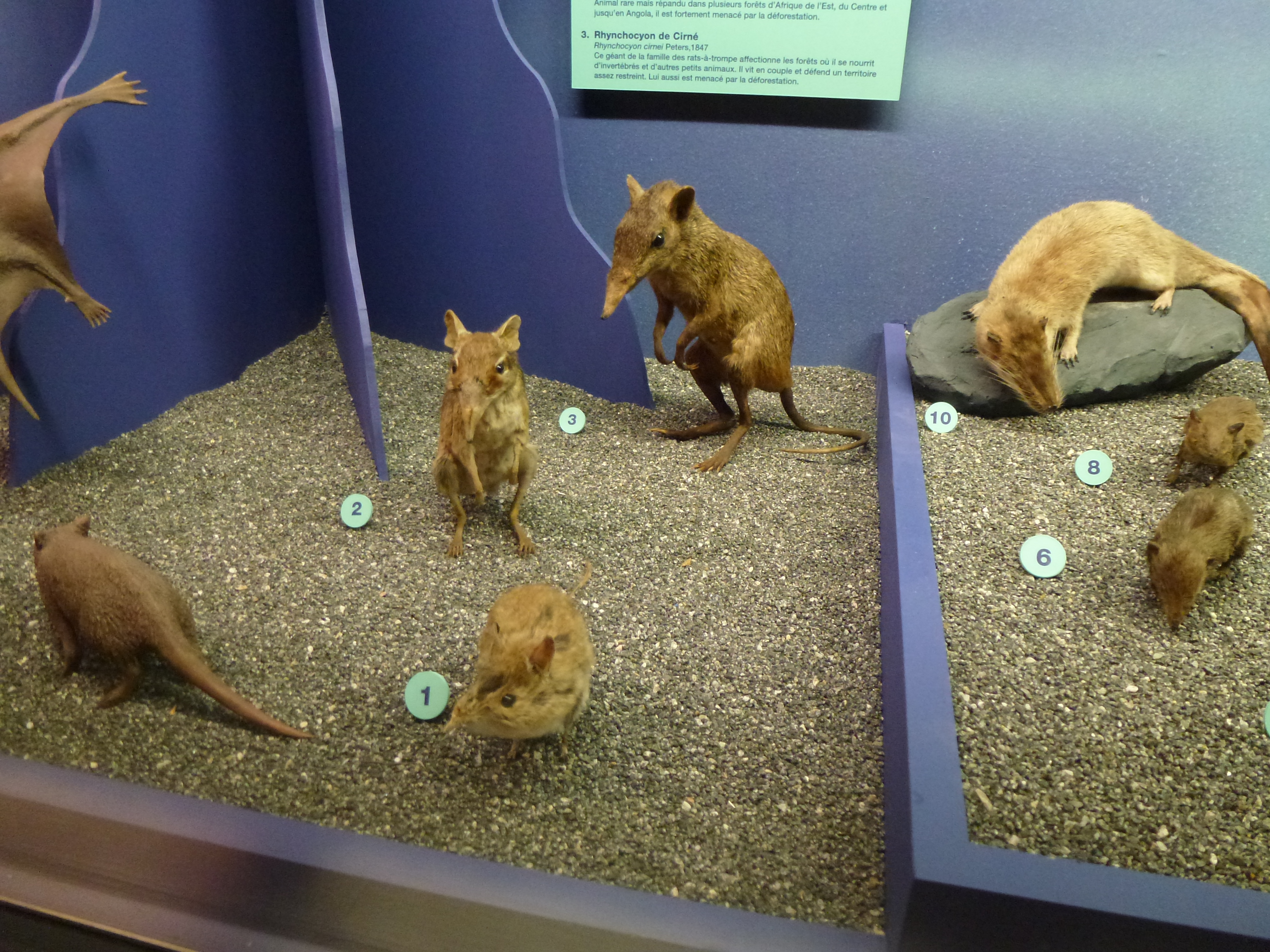